# 奥讷希
奥讷希（法語：Honnechy，法語發音：[ɔnʃi]）是法国上法蘭西大區北部省的一个市镇，属于康布雷区。

## 地理
奥讷希（50°4'7"N, 3°28'17"E）面积6.53 平方千米，位于法国上法蘭西大區北部省，该省份为法国最北部的省份及最长的省份，西北濒北海，西接加来海峡省，南至埃纳省和索姆省，东与比利时接壤。
与奥讷希接壤的市镇（或旧市镇、城区）包括：勒蒙、圣伯南、圣苏普莱、比西尼、勒卡托康布雷西、莫鲁瓦。

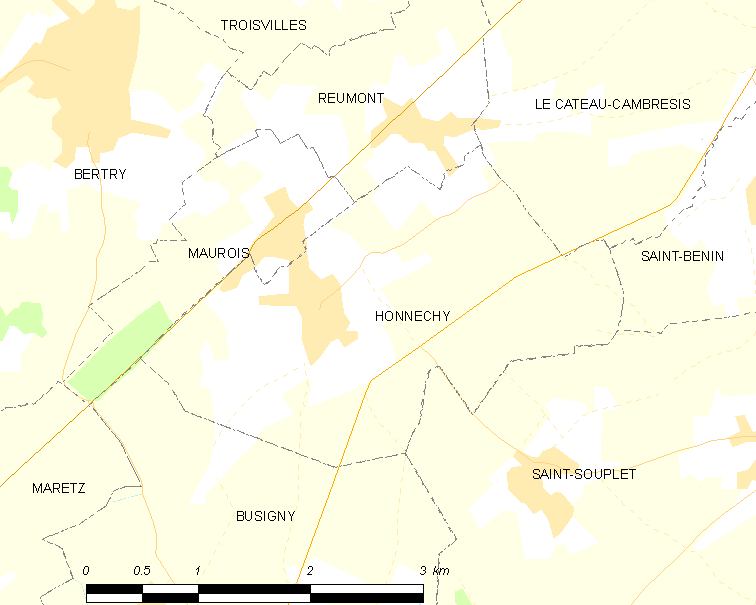
奥讷希的OSM定位图

奥讷希的时区为UTC+01:00、UTC+02:00（夏令时）。

## 行政
奥讷希的邮政编码为59980，INSEE市镇编码为59311。

## 政治
奥讷希所属的省级选区为勒卡托康布雷西县。

## 人口

1962-2008年间奥讷希人口变化图示

奥讷希于2022年1月1日时的人口数量为558人。